# 卡累利阿勞動公社
卡累利阿勞動公社（俄语：Карельская трудовая коммуна）是在1920年紅軍成功入侵东卡累利阿共和国和卡累利阿聯合政府及南卡累利阿奥洛涅茨政府后成立的一个自治区。其目的是破坏分离主义运动，并迫使芬兰放弃短期内解放东卡累利阿的企图。该公社的成立发生在《塔爾圖和約》谈判开始之前以及援助親屬民族戰爭期间。在克里姆林宫，芬兰社会主义工人共和国前政府成员爱德华·吉尔林（Edvard Gylling）和伊尔约·西罗拉（Yrjö Sirola）会见了弗拉基米尔·列宁，并提议允许卡累利阿在俄罗斯苏维埃联邦社会主义共和国内享有自治权。公社成立于1920年6月8日，解散于1923年7月25日，而后由卡累利阿苏维埃社会主义自治共和国在援助親屬民族戰爭结束后继承。